# Bělogvardějská námořní eskadra

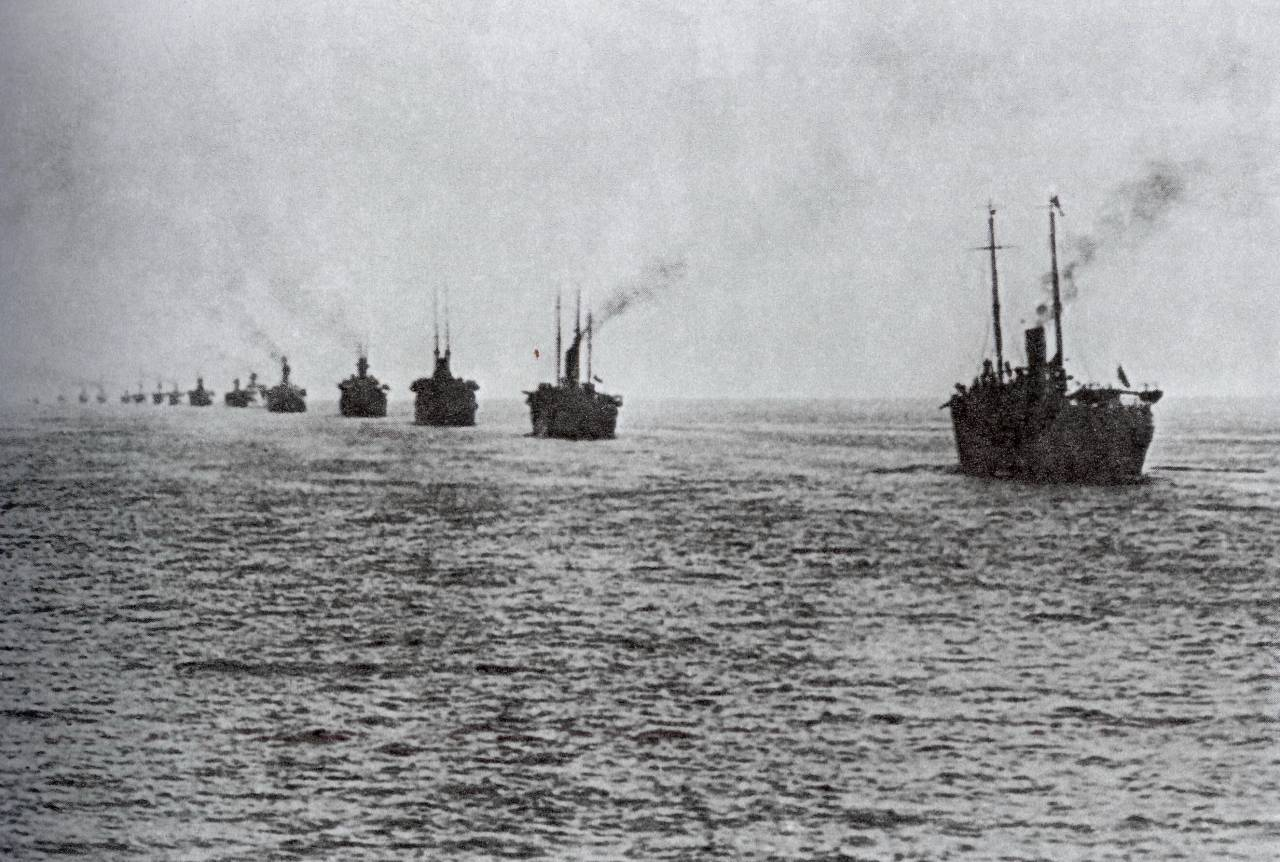
Bělogvardějská námořní eskadra

Bělogvardějská námořní eskadra, existující v letech 1919–1924, byla jedním z pozůstatků černomořského loďstva Ruského carského námořnictva. Bělogvardějci ji bojově nasadili za ruské občanské války. Po jejich porážce eskadra unikla do Bizerty, kde chátrala až do roku 1924, kdy byla Francií předána Sovětskému svazu a její lodě jako neopravitelné převážně sešrotovány. Velitelem bělogvardějské Dobrovolnické armády byl nejprve Anton Ivanovič Děnikin a později Pjotr Nikolajevič Wrangel. Velitelem námořní eskadry byl M. P. Sablin.

## Historie

### Zánik černomořského loďstva

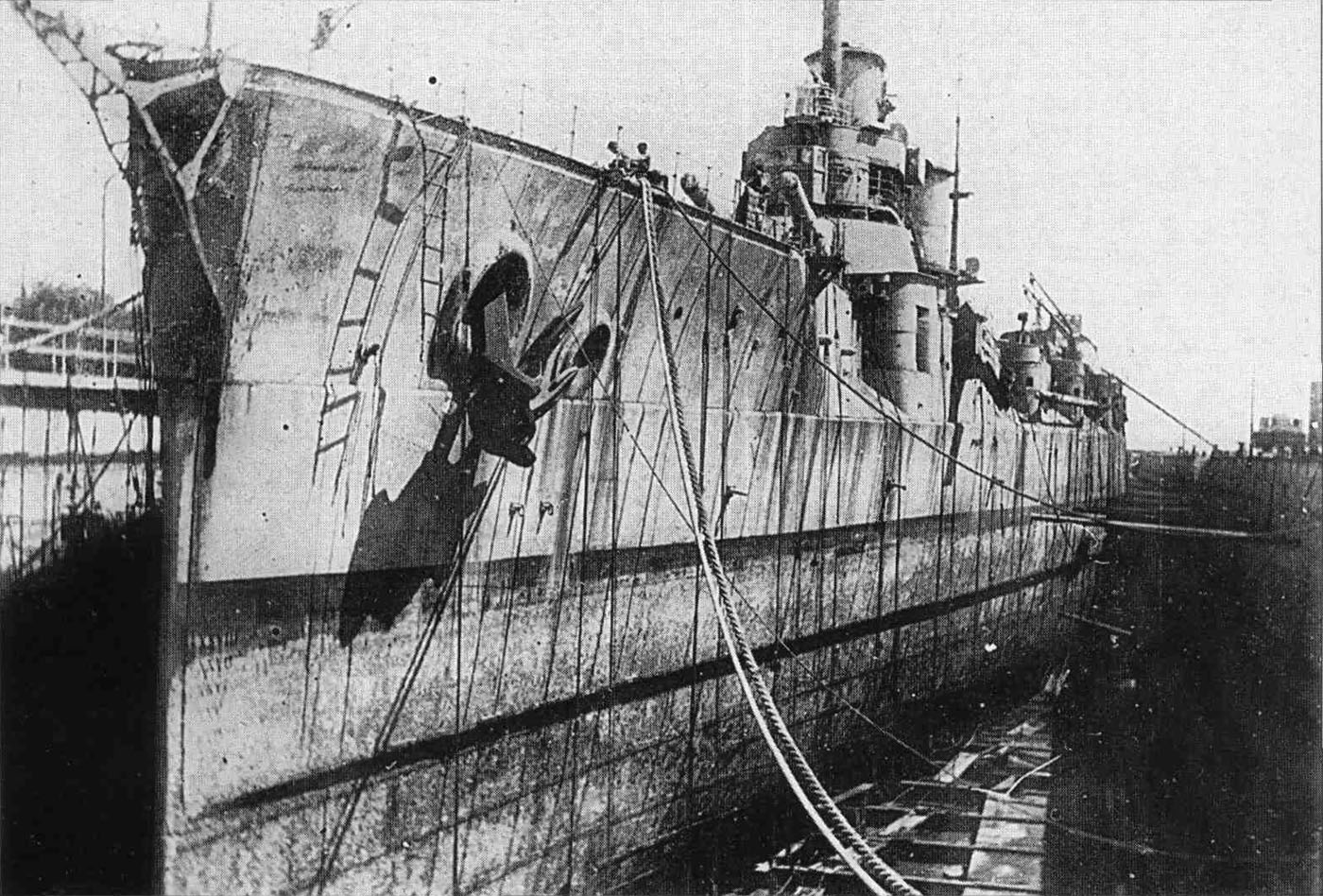
Dreadnought General Alexejev v roce 1919

Černomořské loďstvo téměř celé zaniklo po bolševické revoluci a německém útoku v dubnu 1918 – většina lodí byla ukořistěna Němci (jednalo se o moderní dreadnought Volja, sedm řadových lodí, dva křižníky a další plavidla) a řadu jich potopily jejich posádky (včetně dreadnoughtu Svobodnaja Rossija). Po německé kapitulaci ukořistěné lodě převzala dne 25. listopadu 1918 Velká Británie, která se zde podílela na protibolševické intervenci sil Dohody a její silné loďstvo ovládlo prostor Černého moře. Když se bolševikům podařilo načas dobýt Krym, stáhly se plavbyschopné lodě do Novorossijska a ostatní byly Brity zničeny či potopeny (Bělogvardějci Krym znovuobsadili po dvou měsících).

### Vznik bělogvardějské eskadry
Právě Velká Británie v září roku 1919 předala část ukořistěných lodí – bitevní loď Volja, křižníky General Alexejev, Pamjať Merkurija, Almaz, 11 torpédoborců a pět ponorek, bělogvardějcům, což jim umožnilo stáhnout část vlastních sil z oblasti. Ti získali námořní převahu v oblasti, která jim umožnila i provádění poměrně velkých obojživelných výsadkových operací. V červenci 1920 bělogvardějské lodě dělostřelbou podporovaly pozemní jednotky Dobrovolnické armády. Námořní převaha nemohla zachránit situaci na souši. Bolševici zahájili na konci října 1920 velkou ofenzivu a rychle postupovali do oblastí, dosud ovládaných bělogvardějci. Zbytek jejich sil byl v polovině listopadu 1920 evakuován z Krymu.

### Evakuace bělogvardějců

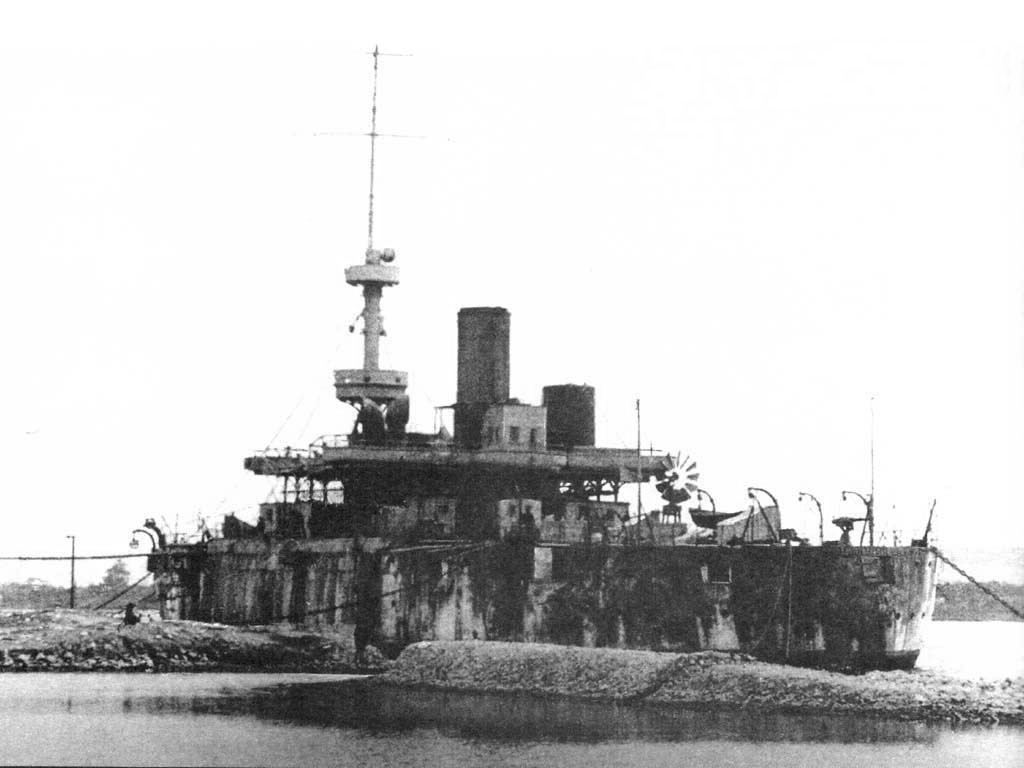
Zanedbaná řadová loď Georgij Pobědonosec v Bizertě

Na palubě 151 osobních a válečných lodí odplulo z Ruska do Istanbulu na 151 000 lidí. Jedinou ztrátou utrpěnou při evakuaci byl torpédoborec Živoj, který ztroskotal 20. listopadu 1920 v bouři.
Bělogvardějská námořní eskadra nakonec 12. prosince 1920 odplula do francouzské Bizerty na území dnešního Tunisu., kde se nechala internovat Francií. Sovětský svaz získal válečné lodě eskadry až v roce 1924 poté, co s ním Francie navázala diplomatické styky, přičemž v oné době již byly v katastrofálním technickém stavu a musely být sešrotovány.

## Složení
- Bitevní lodě
  - dreadnought – General Alexejev (ex Volja, Imperator Aleksander III)
  - řadová loď – Georgij Pobedonosec
- Křižníky
  - chráněný křižník – General Kornilov (ex Očakov, ex Kagul)

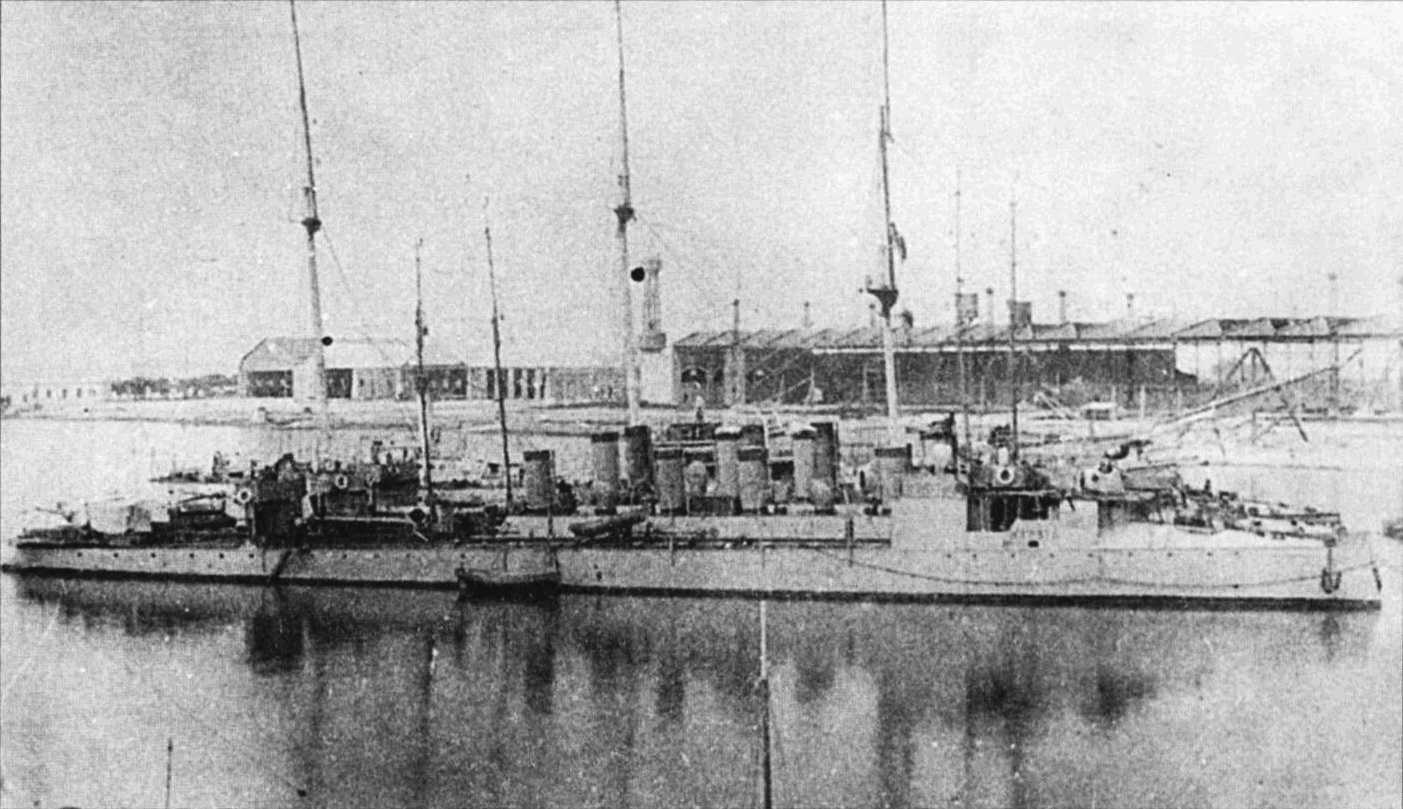
Bělogvardějské torpédoborce v Bizertě v roce 1924

  - chráněný křižník – Almaz

- Torpédoborce
  - Kapitan Saken
  - Bespokojnyj
  - Děrzkij
  - Gněvnyj
  - Pylkij
  - Cerigo
  - Žarkij
  - Zvonkij
  - Zorkij
- Ponorky 
  - Tuleň
  - Burevestnik
  - AG-22
  - Utka
- Dělové čluny
  - Vsadnik
  - Dzhigit
  - Gaidamak
  - Straž
  - Grozny